# Shadoxhurst
Shadoxhurst es una parroquia civil y un pueblo del distrito de Ashford, en el condado de Kent (Inglaterra).

## Geografía
Según la Oficina Nacional de Estadística británica, Shadoxhurst tiene una superficie de 8,03 km².

## Demografía
Según el censo de 2001, Shadoxhurst tenía 1135 habitantes (49,6% varones, 50,4% mujeres) y una densidad de población de 141,34 hab/km². El 19,38% eran menores de 16 años, el 75,07% tenían entre 16 y 74 y el 5,55% eran mayores de 74. La media de edad era de 40,93 años. Del total de habitantes con 16 o más años, el 21,42% estaban solteros, el 64,92% casados y el 13,66% divorciados o viudos.
El 95,68% de los habitantes eran originarios del Reino Unido. El resto de países europeos englobaban al 1,94% de la población, mientras que el 2,38% había nacido en cualquier otro lugar. Según su grupo étnico, el 98,33% eran blancos, el 1,14% mestizos, el 0,26% negros y el 0,26% chinos. El cristianismo era profesado por el 81% y cualquier otra religión, salvo el budismo, el hinduismo, el judaísmo, el islam y el sijismo, por el 0,26%. El 10,47% no eran religiosos y el 8,27% no marcaron ninguna opción en el censo.
570 habitantes eran económicamente activos, 551 de ellos (96,67%) empleados y 19 (3,33%) desempleados. Había 438 hogares con residentes y 14 vacíos.